# 英加務
英加務為位在緬甸伊洛瓦底省興實達縣英加務鎮的城市。該城市為英加務鎮之行政中心。
2014年，該城市附近挖掘到一座歷史長達2,000年的古代遺址，該遺址是否為古驃王國（Pyu Kingdom）有待查證  。